# Culicoides ruizi
Culicoides ruizi är en tvåvingeart som beskrevs av Oswaldo Paulo Forattini 1954. Culicoides ruizi ingår i släktet Culicoides och familjen svidknott. Inga underarter finns listade i Catalogue of Life.